# Uegitglanis
Uegitglanis is een monotypisch geslacht van straalvinnige vissen uit de familie van de kieuwzakmeervallen (Clariidae).

## Soort
- Uegitglanis zammaranoi Gianferrari, 1923